# Waikato Stadium
Waikato Stadium è un impianto sportivo multifunzione neozelandese che si trova ad Hamilton, capoluogo della regione di Waikato.
Costruito tra il 2000 e il 2002 riutilizzando area e, parzialmente, strutture del pre-esistente Rugby Park, esso è l'impianto interno delle formazioni di rugby a 15 del Waikato in campionato nazionale provinciale e degli Chiefs in Super Rugby.
Dal 2015 è noto anche con il nome commerciale di FMG Stadium Waikato, dalla ragione sociale della compagnia di assicurazioni FMG che vanta il diritto di naming dello stadio per 10 anni fino al 2025.
Waikato Stadium è capace di circa 26 000 spettatori ripartiti su quattro gradinate.
Nella configurazione precedente alla ricostruzione del 2000-02 ospitò gare della Coppa del Mondo di rugby 1987; il nuovo stadio fu teatro altresì di alcuni incontri di quella del 2011.
La proprietà del Waikato Stadium è della città di Hamilton che lo ha conferito, insieme ad altre strutture per gli eventi, all'azienda municipalizzata H3 Group che ne cura la gestione diretta.

## Storia

### Rugby Park
Il Rugby Park vide la luce nel 1925, anche se mancava dei basilari servizi: le docce giunsero solo quattro anni più tardi.
Nel 1934 il Rugby Park affrontò il suo primo lavoro di ristrutturazione a seguito del crollo della tribuna principale, e nel 1937 una selezione mista interprovinciale, davanti a 17 553 spettatori, accolse il Sudafrica durante il suo tour in Nuova Zelanda.
Diciannove anni più tardi, nel 1956, gli Springbok uscirono battuti da un incontro con la formazione provinciale di Waikato con il punteggio di 10-14 davanti a 31 000 spettatori.
Ancora il Sudafrica fu protagonista di un altro evento di rilievo al Rugby Park: nel corso del controverso tour del 1981 la partita contro Waikato fu annullata per via delle proteste degli attivisti contro la decisione di accogliere la squadra di un Paese che praticava la segregazione raziale (apartheid) a livello interno.
Rugby Park fu tra gli impianti che ospitarono la Coppa del Mondo di rugby 1987 organizzata congiuntamente da Australia e Nuova Zelanda, ma singolarmente non vi giocarono gli All Blacks, che ivi disputarono il loro primo (e unico) test match solo dieci anni più tardi: a scendere in campo furono Argentina e Figi, che batté per 28-9 la formazione sudamericana.
Nel 1997, nell'unico incontro internazionale ivi disputato in cui la Nuova Zelanda prese parte, fu di nuovo l'Argentina di scena, ancora una volta, tuttavia, sconfitta.
Nel 2000 iniziò la ricostruzione dello stadio nuovo dalla demolizione del Rugby Park e di un altro impianto adiacente, e nel 2002 il nuovo Waikato Stadium vide la luce.

### Waikato Stadium
Il primo test internazionale nel nuovo stadio, ribattezzato Waikato Stadium, fu tra la Nuova Zelanda e l'Italia nel giugno 2002; l'impianto, calibrato per 25 000 posti, divenne la casa dei Chiefs e della formazione provinciale di Waikato.
Predisposto per una tribuna mobile di 5 000 posti qualora necessiti aumentarne la capienza, il Waikato Stadium è dotato di una nuova illuminazione con quattro tralicci alti 50 metri per complessive 1 000 lampade che illuminano il campo con un'intensità pari a 1 500 lumen al metro quadrato.
Nel 2011 il Waikato Stadium fu scelto per la Coppa del Mondo di rugby, nel corso della quale ospitò tre incontri della fase a gironi, benché solo uno che vedesse di scena gli All Blacks, avversario il Giappone.
In ambito calcistico internazionale l'impianto ospitò, nella sua nuova veste, la fase a gironi e quella eliminatoria fino ai quarti di finale del campionato mondiale under-20 2015; in precedenza aveva ospitato la fase finale del mondiale femminile U-17 2008.
Tra il 2015 e il 2016 fu anche il terreno interno del WaiBOP Utd prima del deficit finanziario del club e la sua chiusura.
Nel 2015 H3 Group, la società di proprietà del comune di Hamilton concessionaria dello stadio, concluse un accordo di naming con la compagnia di assicurazione FMG per una durata di 10 anni: fino al 2025 la struttura assume quindi il nome commerciale di FMG Stadium Waikato.
Con l'assegnazione congiunta ad Australia e Nuova Zelanda dell'organizzazione del campionato mondiale femminile di calcio 2023, Waikato Stadium è una delle sedi designate a ospitare gare della manifestazione.

## Incontri di rilievo

### Rugby a 15
| Arbitro: | Jim Fleming |

|                |      |                                               |
| Travaglini 80’ | mt   | 17’ Gale 38’ Naivilawasa 46’ Nalasa 81’ Savai |
| Porta 80’      | tr   | 17’, 46’ Koroduadua 81’ Rokowailoa            |
| Porta 50’      | c.p. | 21’, 62’ Koroduadua                           |

| Arbitro: | Brian Campsall |

|                                                                             |      |         |
| Allen R. Brooke O. Brown Cullen Kronfeld Randell Spencer Stensness T. Umaga | mt   | Grau    |
| Cullen Spencer (6)                                                          | tr   | Quesada |
| Spencer                                                                     | c.p. | Quesada |

| Arbitro: | Nigel Owens |

| |    |                 |
| C. Smith 4’ Kahui 15’, 45’ Kaino 21’ Mealamu 30’ Ellis 34’ Slade 36’ S.B. Williams 50’, 78’ Toeava 55’ A. Hore 62’ Nonu 64’ Thomson 77’ | mt | 58’ Onozawa     |
| Slade 5’, 31’, 35’, 37’, 46’, 50’, 56’, 77’, 79’                                                                                        | tr | 58’ M. Williams |